# Песчановка (Волгоградская область)
Песчановка — хутор в Киквидзенском районе Волгоградской области России. Входит в состав Озеркинского сельского поселения.

## География
Хутор находится в северной части Волгоградской области, в степной зоне, в пределах Хопёрско-Бузулукской равнины, на правом берегу реки Бузулук, на расстоянии примерно 4 километров (по прямой) к северо-востоку от станицы Преображенской, административного центра района.
Часовой пояс
Хутор Песчановка, как и вся Волгоградская область, находится в часовой зоне МСК (московское время). Смещение применяемого времени относительно UTC составляет +3:00.

## Население
| 2010 |
| ---- |
| 50   |

Гендерный состав
По данным Всероссийской переписи населения 2010 года в гендерной структуре населения мужчины составляли 54 %, женщины — соответственно 46 %.
Национальный состав
Согласно результатам переписи 2002 года, в национальной структуре населения русские составляли 74 % из 65 чел.

## Улицы
Уличная сеть хутора состоит из одной улицы (ул. Советская).